# Valle Gesso
Das Valle Gesso ist ein Tal in den Seealpen in der Provinz Cuneo in der italienischen Region Piemont. Im Oberlauf ist es Bestandteil des Nationalparks Parco Naturale delle Alpi Marittime.

## Beschreibung
Das Alpental ist von den höchsten Bergen der Region umgeben, insbesondere dem Monte Argentera (3,297 m). Zum Tal gehören die Gemeinden Entracque, Roaschia, Valdieri und Roccavione. Die Nachbartäler sind das Valle Vermenagna, das Tinée Tal in Frankreich und das Valle Stura di Demonte. Oberhalb von Valdieri teilt sich das Valle Gesso in die beiden Täler Valle Gesso di Entracque und Valle Gesso della Valletta. Die Bewohner des Tals gehören zum okzitanischen Sprachraum.

## Geschichte
Vor der Eroberung durch die Römer war das Tal von den Ligurern bewohnt. Nach dem Niedergang des Römischen Reichs gründeten Benediktiner um das Jahr 600 das Kloster von Pedona. Sie beherrschten das Tal bis König Ludwig I es im Jahr 901 dem Bistum Asti vermachte. Im 13. Jahrhundert wurde es nach einer kurzen Zugehörigkeit zur Markgrafschaft Saluzzo von dem Haus Anjou erworben, die den Verwaltungsbezirk Piemont mit der Hauptstadt Cuneo gründeten.
Nach dem 14. Jahrhundert war das Tal bis zum 19. Jahrhundert eine Lehenschaft des Herzogtums Savoyen. Mit der Gründung des Königreichs Italien im Jahr 1861 wurde das Tal italienisch. Im Zweiten Weltkrieg war das Tal ein Rückzugsgebiet für italienische Partisanen und kurzfristig ein Fluchtweg für in Frankreich verfolgte Juden.

## Wirtschaft
Ackerbau und Viehzucht sind die traditionellen Wirtschaftszweige. Da es größere Kalksteinvorkommen gibt, errichtete das Unternehmen Italcementi in Borgo San Dalmazzo ein Zementwerk. 1982 wurde das Pumpspeicherkraftwerk Entracque in Betrieb genommen. Mit einer Engpassleistung der gesamten Kraftwerksanlage von 1,32 GW zählt es zu den größten Pumpspeicherkraftwerken in Europa. Tourismus ist noch ursprünglich, bekommt aber zunehmende Bedeutung.